# Пекарський Едуард Карлович
Едуард Карлович Пекарський (нар. 25 жовтня 1858, Петровичі — пом. 29 червня 1934, Ленінград) — радянський мовознавець, етнограф, фольклорист; член-кореспондент з 1927 року та почесний академік АН СРСР з 1931 року.

## Біографія
Народився 13 [25] жовтня 1858 року в селі Петровичах Ігуменського повіту Мінської губернії Російської імперії (тепер Смолевицького району Мінської області, Білорусь). Навчався в Чернігівській класичній гімназії; в 1877 році вступив до Харківського ветеринарного інституту; в 1878 був виключений за участь у студентських заворушеннях.
З 1878 року був членом організації «Земля і воля». У грудні 1879 року заарештований. 12 січня 1881 року Московський військово-окружний суд засудив його до п'ятнадцяти років каторжних робіт, проте каторгу замінили засланням на поселення у віддалені місця Сибіру «з позбавленням всіх прав і стану». Того ж року прибув до Якутська, звідти переведений в 1-ий Ігідейський наслег Ботуруського улусу (нині Таттинський улус). Для спілкування з місцевим населенням почав вивчати якутську мову та складати словник якутської мови.
Протягом 1894—1896 років брав участь в експедиції Східно-Сибірського відділення Російського географічного товариства, у 1903 році — в Аяно-Нельканській експедиції. За сприяння Академії наук 1905 року повернувся із заслання до Санкт-Петербурга. З 1905 по 1910 рік працював в етнографічному відділу Музею Олександра III, з 1911 по 1930 рік — науковий співробітник Музею антропології та етнографії імені Імператора Петра Великого, завідувач галерей Петра I; в 1911—1930 роках — науковий співробітник Азіатського музею. Протягом 1914—1917 років редагував журнал «Жива старовина». В 1930—1934 роках працював в Інституті сходознавства АН СРСР. Помер в Ленінграді 29 червня 1934 року. Похований у Санкт-Петербурзі на Смоленському лютеранському цвинтарі.

## Наукова діяльність
Перший словник якутської мови випустив у Якутську у 1899 році. Протягом 1907—1930 вийшло 13 видань «Словника якутської мови».
Опублікував роботи по етнографії якутів та евенків (російською та польською мовами), редагував «Зразки народної літератури якутів» (томи 1—3, на якутській мові, 1907—1918). Вніс уточнення в класифікацію епічних жанрів якутського фольклору.